# Denis Matthews

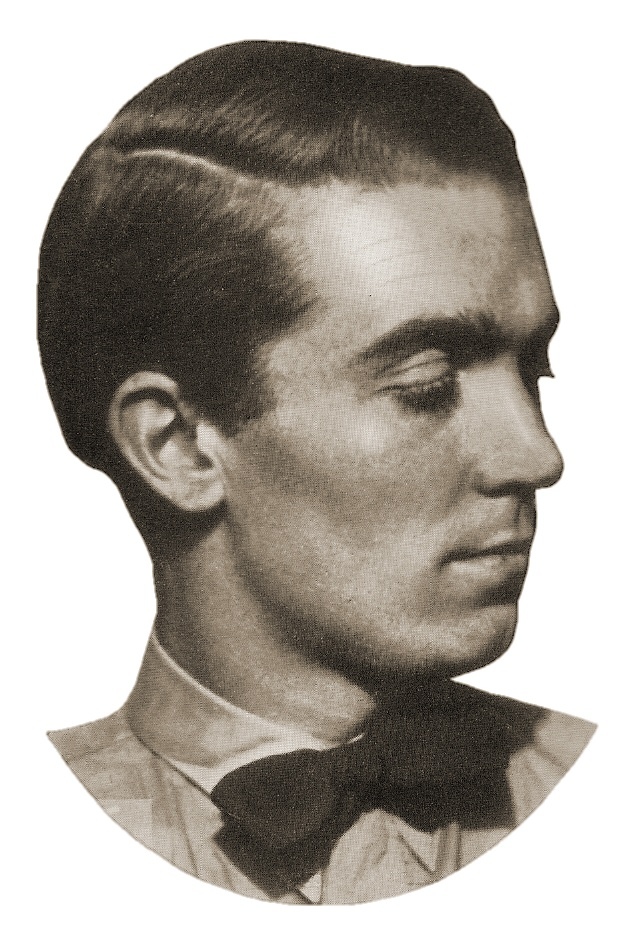
Denis Matthews

Denis Matthews (* 27. Februar 1919 in Coventry; † 25. Dezember 1988 in Birmingham) war ein britischer Pianist,
Musikpädagoge und -wissenschaftler.
Matthews studierte an der Royal Academy of Music Komposition bei William Alwyn und war Klavierschüler von Harold Craxton. 1939
debütierte er als Pianist in London. Von 1940 bis 1946 diente er in der Royal Air Force. In dieser Zeit entstand (1944) eine Plattenaufnahme mit Beethovens Hornsonate mit dem Hornisten Dennis Brain.
Nach dem Krieg unternahm Matthews Konzertreisen als Klaviersolist und arbeitete mit dem Griller Quartet und dem Amadeus-Quartett
zusammen. Im Mittelpunkt seines Repertoires standen die Komponisten der Wiener Klassik. Neben Myra Hess, Louis Kentner und Frank Merrick gehörte er zu den ersten, die Klavierwerke John Fields auf Platte aufnahmen. Von 1971 bis 1984 war Matthews Musikprofessor an der Newcastle University. Er veröffentlichte u. a. Bücher über Beethoven, Arturo Toscanini und die Klaviermusik von Johannes Brahms. 1966 erschien seine Autobiographie In Pursuit of Music.